# Gingins
Gingins é uma  comuna suíça do Cantão de Vaud, pertencente ao distrito de Nyon que contacta as comunas de Saint-Cergue, Trélex, Grens, Chéserex e La Rippe, e a comuna Francesa de Prémanon a Noroeste.
Gingins tem uma área de 12.6 km2 dos quais 58.7 % é floresta devido à grande inclinação do terreno o que limita o terreno agrícola a 34.4 %, e unicamente 6 % são habitações ou infra-estructuras. A população que se manteve estável até 1970 com 470 pessoas passou a 928 e a 1 037 respectivamente em 1990 e 2000.